# Foncea
Foncea is een gemeente in de Spaanse provincie en regio La Rioja met een oppervlakte van 22,72 km². Foncea telt 96 inwoners (1 januari 2016).

## Demografische ontwikkeling

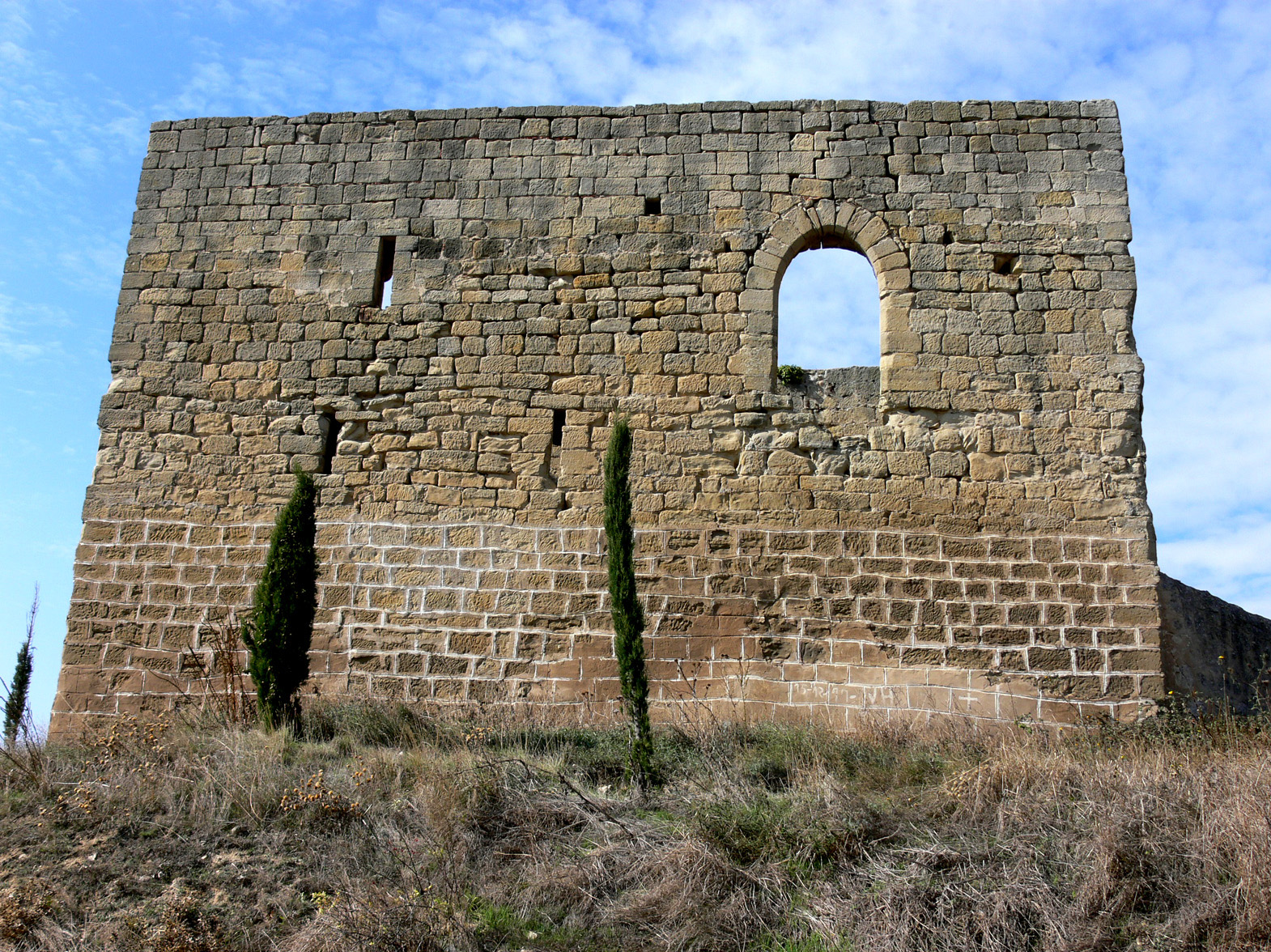
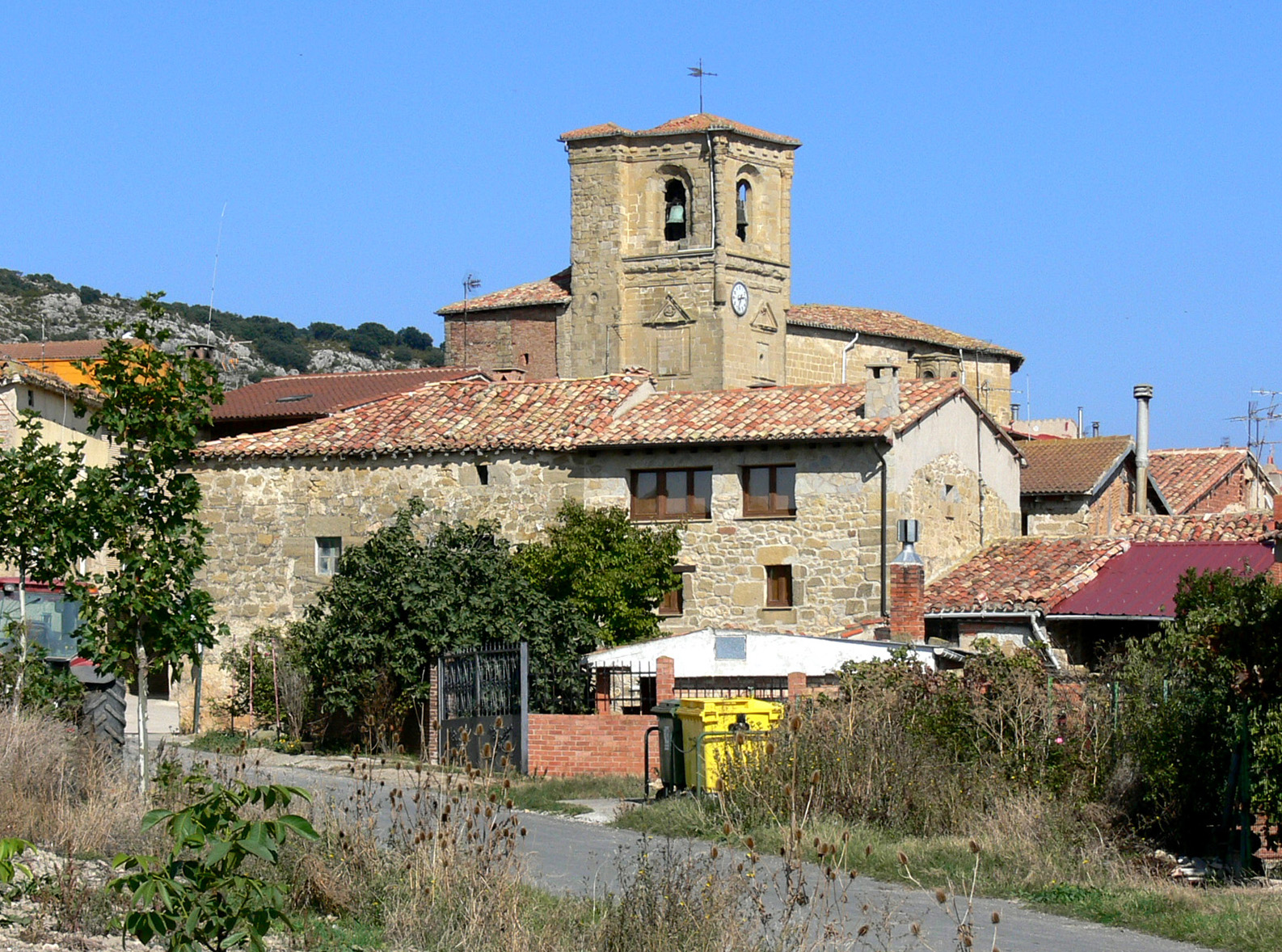
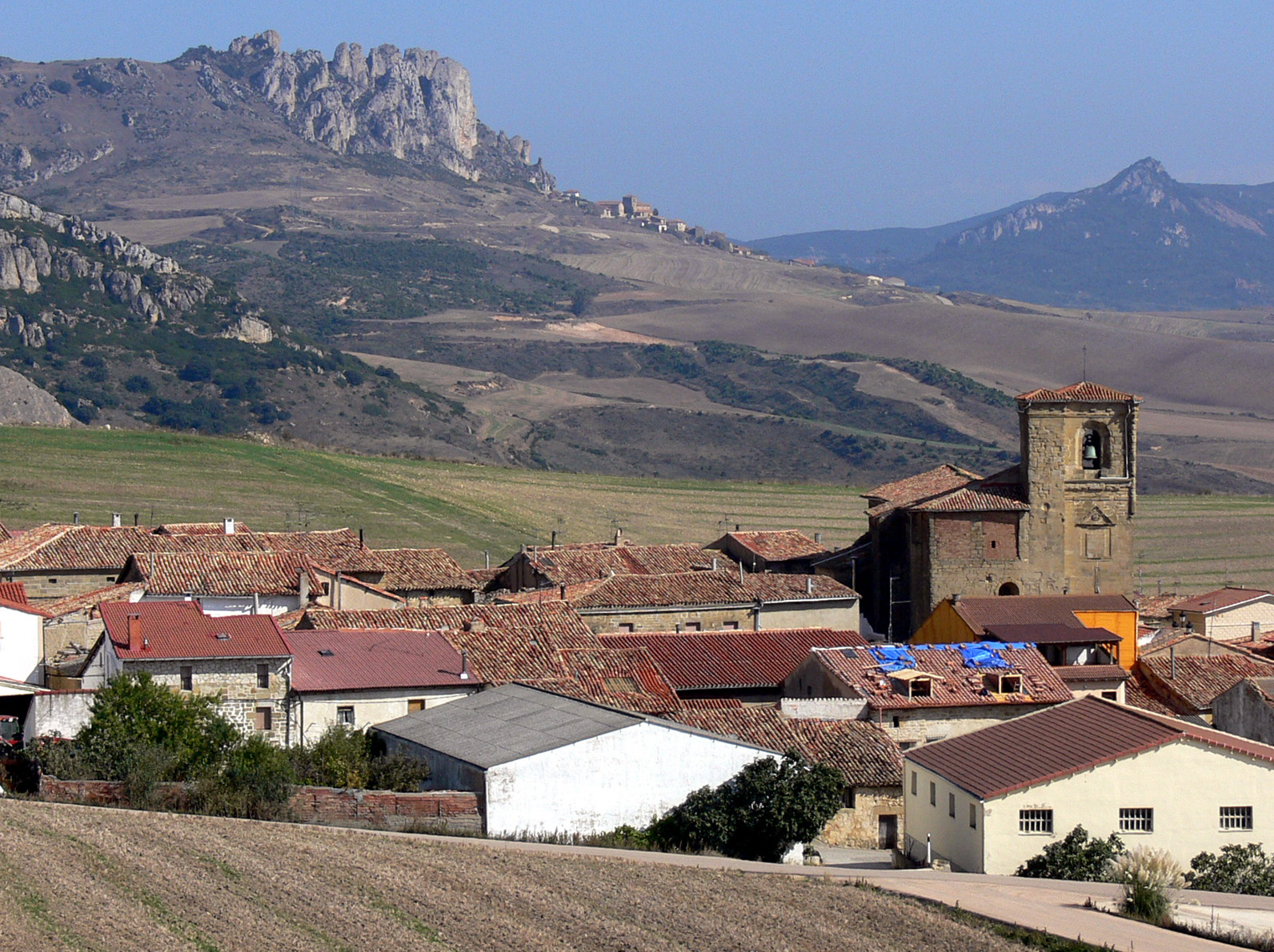

Bron: INE, 1857-2011: volkstellingen